# Mournans-Charbonny
Mournans-Charbonny es una localidad y comuna francesa situada en la región de Franco Condado, departamento de Jura, en el distrito de Lons-le-Saunier y cantón de Nozeroy.

## Demografía
| 75 | 64 | 69 | 80 | 89 | 91 | 187 | 84 | 98 | 85 |
| Para los censos de 1962 a 1999 la población legal corresponde a la población sin duplicidades (Fuente: INSEE [Consultar]) |    |    |    |    |    |     |    |    |    |